# Motyxia sequoiae
Motyxia sequoiae is een miljoenpoot uit de familie der Xystodesmidae. Ze werd voor het eerst beschreven door Loomis en Davenport in 1951.

## Kenmerken
Dit dier maakt gebruikt van bioluminescentie om predatoren zoals muizen te waarschuwen. De soort maakt het gif cyanide aan.

## Verspreiding en leefgebied
Deze soort komt heel plaatselijk voor in de bergen van Zuid-Californië.